# Antimodernistička prisega
Antimodernistička prisega naziv je prisege koju je ustanovio papa Pio X. u svom motupropriju „Sacrorum antistitum” 1. rujna 1910. godine.
Pio X. je već tri godine ranije smisao i značaj modernizma izložio u enciklici „Pascendi dominici gregis” te kroz dekret Svetoga oficija „Lamentabili sane exitu”, u kojemu je donesen popis od 65 krivih teza i zabluda modernoga doba.
Papa Pio X. zahtijevao je polaganje prisege od cijeloga katoličkoga klera, a ne samo od profesora teologije. Svega četrdesetak svećenika u svijetu odbilo je položiti predloženu prisegu.
Prisega je ostala na snazi sve dok ju Kongregacija za nauk vjere, uz odobrenje Pavla VI., nije zamijenila „Ispoviješću vjere”, 17. srpnja 1967. godine.

### Članci
- Matulić, Tonči. 2011. Osnivanje Bogoslovske smotre i Antimodernistička prisega. Bogoslovska smotra. Katolički bogoslovni fakultet Sveučilišta u Zagrebu. Zagreb. 81: 51–68